# Frank (disc jockey)
Frank, pseudonimo di Francesco Lotta (Grottaglie, 26 agosto 1978), è un conduttore radiofonico, scrittore e disc jockey italiano.

## Biografia
Originario di Monteiasi, collabora con Radio Lattemiele Taranto fino al 2002, in qualità di programmatore musicale. Negli anni successivi insegna psicomotricità nelle scuole elementari e medie, dal 2001 al 2010 lavora come animatore in villaggi sportivi estivi, ma dal 2008 torna alla radiofonia creando Radiopodcast, webradio in cui trasmette dei podcast da lui realizzati. Nell'autunno dello stesso anno lavora per Current TV, proponendo un talk show live in onda sia in radio che in tv per ben otto ore quotidiane consecutive. Svolge il ruolo di speaker, regista audio, video e redattore.
Debutta a Radio Deejay insieme a Sarah Jane Ranieri nel 2010, entrando a far parte dell'emittente guidata da Linus grazie al concorso "Un giorno da Deejay", indetto per reclutare nuove voci per l'emittente di via Massena. Durante quell'estate conduce "Un'estate da Deejay" nella fascia pomeridiana, esperienza ripetuta anche nell'estate del 2011 e del 2012. Nel weekend conduce sempre con Sarah Jane Weejay, confermato anche nella stagione 2011/2012.
Da novembre 2013 realizza con Maurizio Rossato una breve rubrica all'interno del programma Parole Note in onda su Radio Capital Pensieri di un ragazzo sensibile.
Dopo aver percorso il Cammino di Santiago per la prima volta in solitaria a luglio 2013, dal 26 dicembre dello stesso anno conduce su Radio Deejay, Deejay on the Road, programma da lui stesso ideato, prodotto e realizzato dove si racconta della parte più intima ed emozionante del viaggiare da soli, a piedi e per un lungo periodo. Tra i tanti viaggiatori eccellenti intervistati ci sono Filippa Lagerbäck, Erri De Luca, Nicolai Lilin, Folco Terzani, Fabio Volo e Franco Battiato. A settembre del 2014 completa il percorso della via spagnola che giunge a Santiago di Compostela e a dicembre dello stesso anno conduce la seconda edizione della trasmissione che ha visto alternarsi nel corso delle puntate Luca Parmitano, Stefano Bollani, Alex Bellini, Camila Raznovich, Beppe Severgnini, Federico Buffa e Alberto Angela.

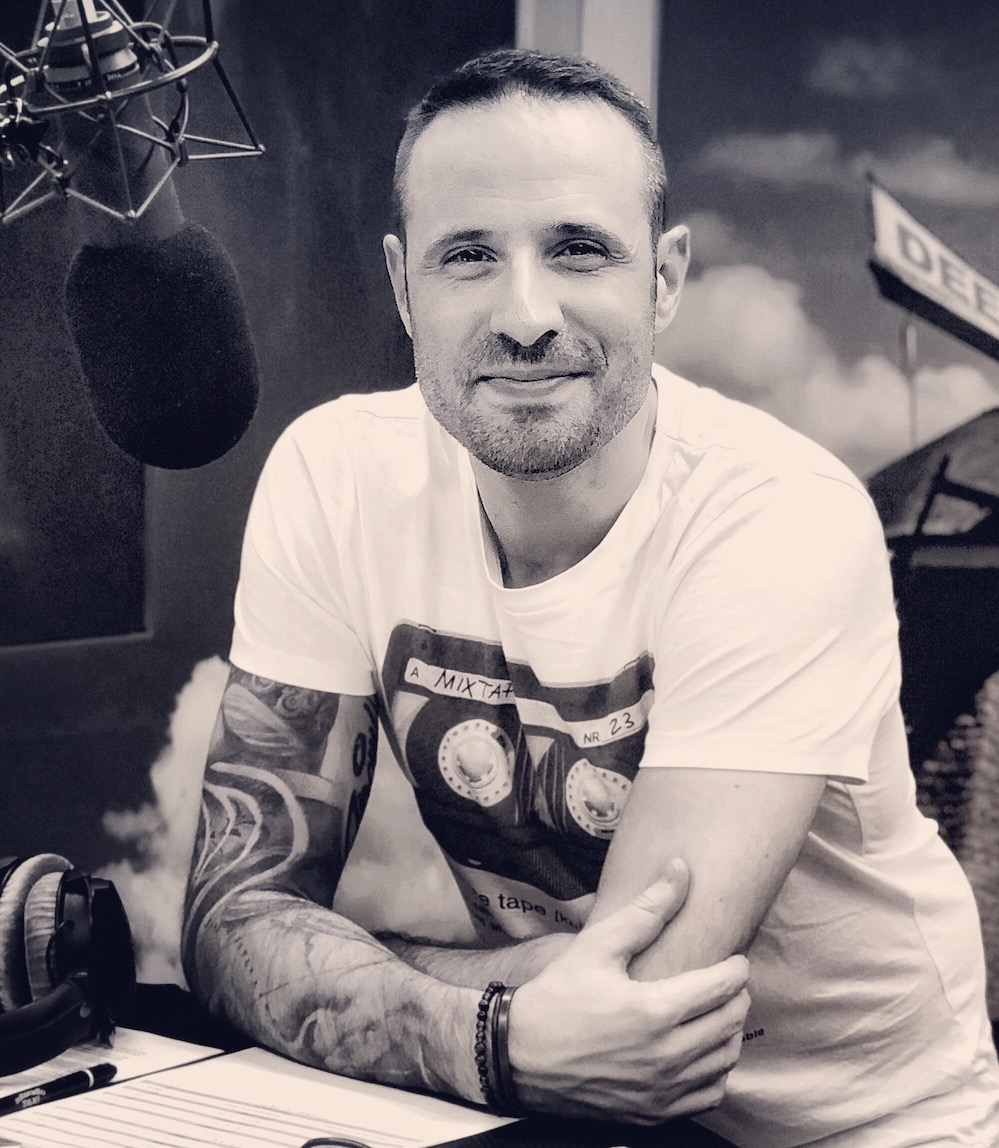
Frank nel 2018

Il 13 aprile 2015, ispirato dalla storia di Christopher McCandless, parte per l'Alaska e percorre lo Stampede Trail nel Parco nazionale del Denali in totale autonomia, pernottando in tenda nei pressi del fiume Teklanika e nel bus 142 per rendere omaggio al giovane viaggiatore californiano.
Dalla stagione 2015/2016, sempre in coppia con Sarah Jane conduce nella fascia tardo-serale del weekend, dalle 22 all'1 dal venerdì alla domenica, un nuovo programma intitolato Gente della notte.
A febbraio 2016 affronta, ancora una volta in solitaria , la traversata del deserto del Wadi Rum, in Giordania.
A giugno 2016 percorre ancora una volta in solitaria ed in totale autonomia , più di duemila chilometri in Islanda a bordo di una Bmw Gs 1200
A marzo 2017 ritorna a condurre Deejay on the Road la trasmissione, da lui ideata, dedicata al viaggio, sempre su Radio Deejay. In questa edizione non sono i personaggi del mondo dello spettacolo ad essere protagonisti, ma veri e propri viaggiatori ed esploratori italiani e stranieri. Le puntate vengono trasmesse in diretta Facebook sulla pagina dell'emittente radiofonica ogni giovedì.
A luglio 2017 ritorna in viaggio, in solitaria: percorre più di mille chilometri in totale autonomia da Sydney a Brisbane in Australia in bicicletta.
Da settembre 2017 torna in onda ogni venerdì e sabato dalle 22.00 con Gente della notte, stavolta conducendo da solo la trasmissione.
A marzo 2018 pubblica il suo primo libro "Ritorno alle terre selvagge" in cui racconta del Cammino di Santiago e del viaggio in Alaska. Dal mese di ottobre dello stesso anno conduce su Deejay TV un segmento della trasmissione televisiva Dalle 2 alle 5, mentre dal gennaio 2019 lascia la conduzione di Gente della notte per approdare al palinsesto quotidiano di Radio Deejay con una nuova edizione di Deejay on the Road, in onda dalla domenica al giovedì a mezzanotte.
A partire dall'estate 2021 conduce il contenitore Frank e Ciccio, insieme a Francesco Lancia. Dalla stagione successiva, la trasmissione diventa quotidiana, andando in onda su Radio Deejay dalle 16 alle 17 e, nella stagione 2022/2023, dalle 13 alle 14.
A partire dal settembre 2023, abbandona la collocazione quotidiana per tornare a condurre Deejay on the Road nel palinsesto serale della domenica di Radio Deejay.

## Programmi radiofonici
- Weejay (Radio Deejay, 2010-2012, dal 2013-2015)
- Megajay (Radio Deejay, 2012-2013)
- Deejay Summertime (Radio Deejay, 2013)
- Parole Note (Radio Capital, 2013)
- Deejay on the Road (Radio Deejay, dal 2013)
- The Sound of Summer (Radio Deejay, 2014)
- Deejay in the Kitchen (Radio Deejay, 2014)
- Gente della notte (Radio Deejay, 2015-2018)
- Chiara, Frank e Ciccio (Radio Deejay, 2021-2023)